# Allobates ranoides
Allobates ranoides (Boulenger, 1918) è un anfibio anuro appartenente alla famiglia degli Aromobatidi.

## Distribuzione e habitat
È endemica del dipartimento di Meta in Colombia. si trova tra i 100 e gli 800 metri di altitudine sul versante amazzonico della Cordigliera Orientale.